# 車輪の下
『車輪の下』（しゃりんのした、独語:Unterm Rad）は、ヘルマン・ヘッセの長編小説。1905年に発表された。なお、邦訳本によっては『車輪の下に』や『車輪の下で』と題するものもある。
周囲の人々からの期待を一身に背負い、その軋轢の中で心を踏み潰されていく少年の姿を描く自伝的長編小説。日本では、ヘッセの作中で最も有名な作品の一つである。

## 作品

### あらすじ
ハンスという少年は、天才的な才能を持ち、エリート養成学校である神学校に2位の成績で合格する。町中の人々から将来を嘱望されるものの、神学校の仲間と触れ合ううちに、勉学一筋に生きてきた自らの生き方に疑問を感じる。そして、周囲の期待に応えるために、自らの欲望を押し殺し、その果てに、ハンスの細い心身は疲弊していく。

### 背景
ヘッセは、少年時代の神学校在学時に、「詩人になれないのなら、何にもなりたくない」と悩み、不眠症とノイローゼを患うようになった。その結果、神学校を退学、精神療養を経て、一般の高校に転校する。その後も、どうすれば詩人になれるのかを悩み続け、再び高校を退学、本屋の見習いとなった。しかし、三日でその店をやめて、消息を絶ってしまった。この物語の主人公であるハンスには、周りに誰も支えてくれる人がいない。それに対して、ヘッセには、母親がいた。そして、母親の存在があったおかげで、ヘッセは立ち直ることができた。ハンスとヘッセとの大きな違いである。

## 邦訳
本作は複数の日本語訳版が出版されている。中でもヘッセ作品を最初に日本に紹介し、また自身もヘッセに面会したことのある高橋健二が訳したものが最も有名である。
- 秋山六郎兵衛『ヘルマン・ヘッセ全集』三笠書房、1940年（角川文庫）※『車輪の下に』
- 高橋健二　新潮社、1950　（新潮文庫）
- 秋山英夫　三笠書房、1954　講談社文庫、（偕成社文庫）
- 実吉捷郎（岩波文庫、1958）
- 石中象治訳 世界名作全集　平凡社、1958
- 辻瑆訳. 世界名作全集　筑摩書房、1961
- 榛葉英治訳 少女世界名作全集　偕成社、1962
- 西義之訳. 白水社、1963
- 岩淵達治（旺文社文庫、1966）
- 登張正実訳 筑摩世界文学大系、1972　
  - 講談社世界文学全集（1974）では「車輪の下で」
- 山本藤枝訳 世界少女名作全集　岩崎書店、1973
- 井上正蔵　世界文学全集　集英社、1973　（集英社文庫）
- 植田敏郎訳 ジュニア版世界の文学　集英社、1974
- 片岡啓治訳 春陽堂書店 1978.2.
- 高橋健二訳　河出世界文学全集　河出書房新社　1989
- 日本ヘルマン・ヘッセ友の会・研究会 編訳. ヘルマン・ヘッセ全集　臨川書店、2005
- 松永美穂（光文社古典新訳文庫　2007）※『車輪の下で』